# One Lincoln Street
One Lincoln Street (State Street Financial Center) — небоскрёб  в Бостоне. Здание располагается в центре финансового района города, напротив южного железнодорожного вокзала. Башня находится на 15 месте среди самых высоких зданий Бостона, уступая меньше 100 метров Башне Джона Хэнкока (самое высокое задние в Бостоне). Строительство обошлось в 350 миллионов долларов. Башня была достроена 5 июня 2002, а была открыта через год. Является штаб-квартирой State Street Corporation.

## Архитектурные детали
Здание построено в едином архитектурном стиле — постмодерн.  Основные материалы облицовки здания — стекло и светло-серый гранит, а каркас построен из армированного бетона. Интерьер лобби украшен коричневым, желто-коричневым, кремовым французским и итальянским мрамором.

## Награды
- The Building Owners and Managers Association (BOMA) Boston Building of the Year 2003.[1]